# Bankovac
Bankovac (izvirno srbsko Банковац) je naselje v Srbiji, ki upravno spada pod Občino Aleksinac; slednja pa je del Niškega upravnega okraja.

## Demografija
V naselju živi 149 polnoletnih prebivalcev, pri čemer je njihova povprečna starost 42,7 let (42,6 pri moških in 42,7 pri ženskah). Naselje ima 54 gospodinjstev, pri čemer je povprečno število članov na gospodinjstvo 3,30.
|  |

| Demografija | Demografija     | Demografija     |
| Leto        | Št. prebivalcev | Št. prebivalcev |
| ----------- | --------------- | --------------- |
|             |                 |                 |
|             |                 |                 |
|             |                 |                 |
|             |                 |                 |
| 1948        | 189             |                 |
| 1953        | 191             |                 |
| 1961        | 204             |                 |
| 1971        | 166             |                 |
| 1981        | 219             |                 |
| 1991        | 205             | 204             |
| 2002        | 178             | 178             |
|             |                 |                 |

| Etnična sestava po popisu iz leta 2002 | Etnična sestava po popisu iz leta 2002 | Etnična sestava po popisu iz leta 2002 | Etnična sestava po popisu iz leta 2002 | Etnična sestava po popisu iz leta 2002 |
| -------------------------------------- | -------------------------------------- | -------------------------------------- | -------------------------------------- | -------------------------------------- |
| Srbi                                   | Srbi                                   |                                        | 172                                    | 96,62%                                 |
| Romi                                   | Romi                                   |                                        | 5                                      | 2,80%                                  |
| Makedonci                              | Makedonci                              |                                        | 1                                      | 0,56%                                  |
| Neznano                                | Neznano                                |                                        | 0                                      | 0,0%                                   |